# Carex senayana
Carex senayana là một loài thực vật có hoa trong họ Cói. Loài này được Soó publ. 1971 mô tả khoa học đầu tiên năm 1970.